# Stomoxys
Stomoxys — род мух семейства настоящие мухи отряда двукрылые. Род необычен для представителя Muscidae тем, что включает виды, являющиеся кровососущими эктопаразитами млекопитающих. Самым известным видом является осенняя жигалка (Stomoxys calcitrans).
Род небольшой, состоит из дюжины или двух описанных видов, и современные данные свидетельствуют о том, что он является парафилетическим.

## Некоторые виды
- Stomoxys bengalensis Picard, 1908[3]
- Stomoxys bilineatus Grünberg, 1906[4]
- Stomoxys boueti Roubaud, 1911
- Stomoxys calcitrans (Linnaeus, 1758)typus[5]
- Stomoxys indicus Picard, 1908
- Stomoxys inornatus Grünberg, 1906[4]
- Stomoxys luteolus Villeneuve, 1934
- Stomoxys nigra Macquart, 1851[6]
- Stomoxys ochrosoma Speiser, 1910
- Stomoxys omega Newstead, Dutton & Todd, 1907[3]
- Stomoxys pallidus Roubaud, 1911[3]
- Stomoxys pullus Austen, 1909
- Stomoxys sitiens Róndani, 1873[3]
- Stomoxys stigma Emden, 1939
- Stomoxys taeniatus Bigot, 1888
- Stomoxys transvittatus Villeneuve, 1916[3]
- Stomoxys uruma Shinonaga & Kano, 1966
- Stomoxys varipes Bezzi, 1907[3]
- Stomoxys xanthomelas Roubaud, 1937